# Ditidaht
Le ditidaht, ou nitinaht, est une langue wakashane du Sud, parlée le long du Sud-Ouest de la côte de l'île de Vancouver en Colombie-Britannique par 30 personnes.
Les Nitinaht préfèrent utiliser, pour se désigner eux-mêmes, le terme Nuu-chah-nulth, qui désigne aussi le peuple anciennement appelé Nootka. Cela crée une certaine ambiguïté et il ne faut pas confondre la langue ditidaht avec la langue nuuchahnulth.

## Écriture
| a | aa | b  | b̓  | c | c̓  | č  | č̓  | d  | d̓  | e | ee | h |
| i | ii | k  | kʷ | k̓ | k̓ʷ | l  | l̓  | ł  | ƛ  | ƛ̓ | m  | m̓ |
| n | n̓  | o  | oo | p | p̓  | q  | qʷ | q̓  | q̓ʷ | s | š  | t |
| t̓ | u  | uu | w  | w̓ | x  | xʷ | x̣  | x̣ʷ | y  | y̓ | ʔ  | ʕ |

## Morphologie

### Numéraux
Les numéraux du ditidaht:
| Ditidaht  |  | Traduction |
| cʾawaːʔk  |  | un         |
| ʔaʎ       |  | deux       |
| qakacʾ    |  | trois      |
| buː       |  | quatre     |
| šučʾ      |  | cinq       |
| čʾiːχpaːɫ |  | six        |
| ʔaʎpuː    |  | sept       |
| ʔaʎasib   |  | huit       |
| cʾawaːsib |  | neuf       |
| ʎaχw      |  | dix        |
| caqiːc    |  | vingt      |
| wiyuːkw   |  | trente     |